# Patentové zatížení automobilových NiMH baterií

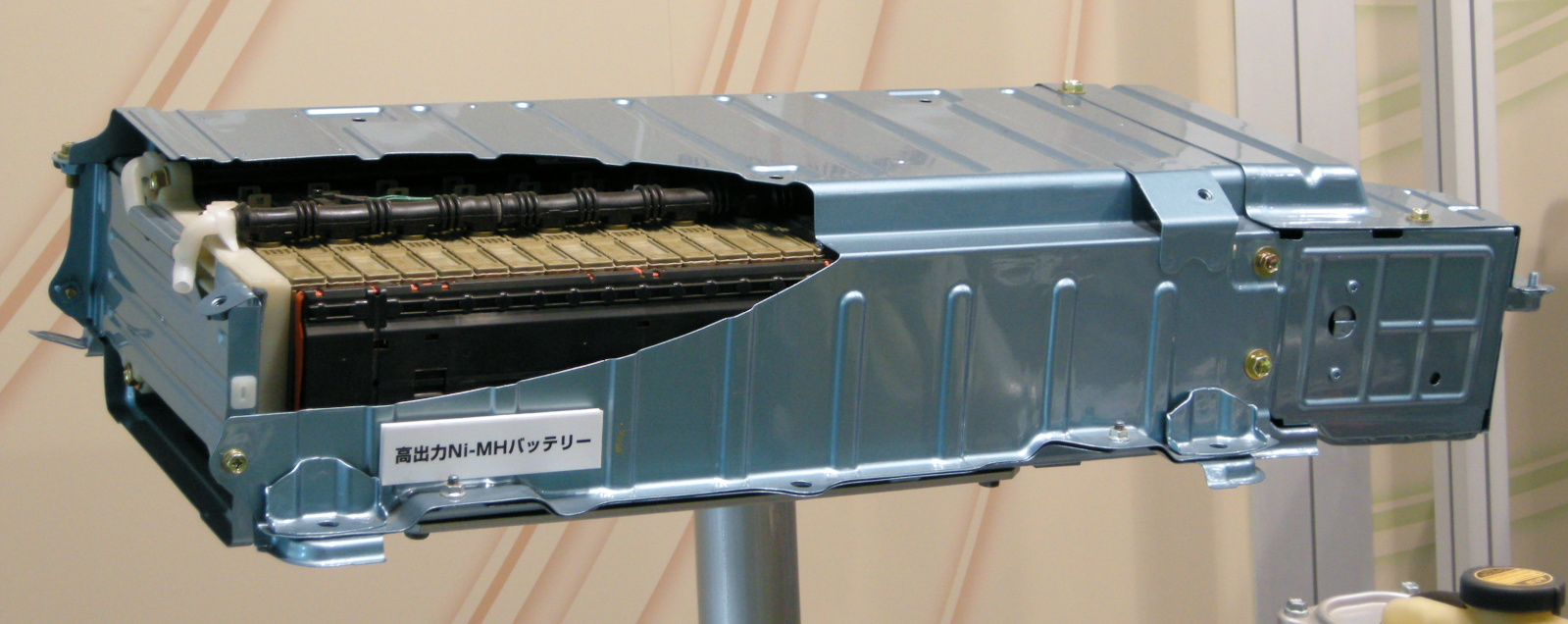
Baterie NiMH

Patentové zatížení velkých automobilových NiMH baterií je právní zatížení na začátku devadesátých let a na přelomu tisíciletí v obchodování s elektrickými akumulátory technologie Ni-MH (NiMH) za účelem soukromého zájmu. Technologie NiMH baterií je důležitá pro rozvoj baterií elektrických vozidel (BEV nebo EV), plug-in hybridních elektrických vozidel (PHEV) a hybridních elektrických vozidel (HEV).
Moderní niklo-metal-hybridové (NiMH) baterie pro elektrická vozidla byla vynalezena Masakiho Oshitanim z GS Yuasa Corporation a Stanfordem Ovshinkym, zakladatelem Ovonics Battery Company. Současným trendem v odvětví je vývoj litium-iontové (Li-Ion) technologie, která má nahradit NiMH v elektrických vozidlech. Někteří výrobci tvrdí, že NiMH baterie jsou důležité pro komerční využití plug-in hybridních elektrických vozidel (PHEV) s baterií a elektrických vozidel (BEV), protože Li-Ion technologie je, navzdory své obrovské energii a specifickému výkonu, neúměrně drahá a relativně neodzkoušená, pokud jde o dlouhodobou spolehlivost.